# .tz
.tz — в Інтернеті, національний домен верхнього рівня (ccTLD) для Танзанії.

## Домени 2-го та 3-го рівнів
В цьому національному домені нараховується близько 562,000 вебсторінок (станом на січень 2007 року).
У наш час використовуються та приймають реєстрації доменів 3-го рівня такі доменні суфікси (відповідно, існують такі домени 2-го рівня):
| Суфікс | Регламентовані користувачі                                            |
| .ac.tz | Наукові та дослідницькі установи, коледжі, університети або інститути |
| .co.tz | Комерційні установи, корпорації                                       |
| .or.tz | Неприбуткові, неурядові організації                                   |